# Залиев, Есенжол Залиевич
Есенжол Залиевич Залиев (каз. Есенжол Залиұлы Залиев; 5 мая 1930, Жанааркинский район, Каркаралинский округ, Казакская АССР, РСФСР, СССР — 6 мая 2003) — шахтёр, машинист угольного комбайна шахты № 35 Карагандинского угольного бассейна, Герой Социалистического Труда (1966). Депутат Верховного Совета СССР 8 созыва. Полный кавалер знака «Шахтёрская слава». Заслуженный шахтёр Казахской ССР (1964).

## Биография
Родился 5 мая 1930 года. Трудовую деятельность начал в тринадцатилетнем возрасте. Работал на шахте № 44/45 объединения «Карагандауголь». В 17 лет был награждён медалью «За доблестный труд в Великой Отечественной войне». В 1945 году окончил курсы электрослесаря и в 1950 году — курсы машинистов угольного комбайна. В 1950 году был призван в Советскую армию. В 1954 году возвратился из армии на шахту и стал работать на шахте № 61 треста «Октябрьуголь». Позднее был назначен бригадиром. Работая на комбайне, довёл ежегодную добычу угля до 17600 тонн. После закрытия шахты № 61 перешёл на работу на шахту № 35. За выдающиеся трудовые достижения был удостоен в 1966 году звания Героя Социалистического Труда.
В 1967 году Есенжолу Залиеву было присвоено звание механика горно-выемочных машин 7 разряда. В 1970 году был избран депутатом Верховного Совета СССР. В 1974 году был избран заместителем председателя Совета Национальностей Верховного Совета СССР.
Скончался 6 мая 2003 года. Похоронен на кладбище у реки Сокур в Караганде.

## Награды
- Герой Социалистического Труда (1966);
- Орден Ленина (1966);
- Орден Трудового Красного Знамени;
- Орден Октябрьской Революции;
- Медаль «За доблестный труд в Великой Отечественной войне 1941—1945 гг.».